# Коренново
Коренново — исчезнувшая деревня в Венгеровском районе Новосибирской области России. На момент упразднения входила в состав Павловского сельсовета. Исключена из учётных данных в 1968 году.

## География
Располагалась на севере района у озера Байдово, в 12 км к северо-востоку от села Павлово.

## История
В 1928 году деревня Коренкова состояла из 27 хозяйств. В административном отношении входила в состав Тихоновского сельсовета Меньшиковского района Барабинского округа Сибирского края. В начале 1930-х годов организован колхоз «Трудовик». С 1951 года отделение колхоза имени Маленкова (с 1959 года — «Мирный труд»).
Решением Новосибирского облисполкома от 31.12.1968 г. деревня исключена из учётных данных.

## Население
По переписи 1926 г. в деревне проживало 139 человек (72 мужчины и 67 женщин), основное население — русские.